# Многопотребителски софтуер
Многопотребителският софтуер (на английски: Multiuser) е система, която позволява на повече от един потребител да я използва и това става по едно и също време. Обикновено системата има някакви механизми, които „разделят“ потребителите, т.е един потребител няма достъп до програмите и данните на друг.